# Slow (Rumer)
Slow is een single van Rumer, pseudoniem voor Sarah Joyce. Het is afkomstig van haar debuutalbum Seasons of my soul. De B-kant was haar versie van de evergreen The moon's a harsh mistress, geschreven door Jimmy Webb.

## Hitnotering
Rumer had met Slow voornamelijk succes in het Verenigd Koninkrijk en Ierland. In de UK Singles Chart stond het negen weken genoteerd, waarvan één week op plaats 16. In Nederland en België bleef het buiten het bereik van de Nederlandse Top 40 en de Vlaamse Ultratop 50.

### NederlandseSingle Top 100
| Positie: | 74 | - | 61 | 70 | 80 | 89 | 87 | 78 | 79 | 97 | uit |

### BelgischeBRT Top 30
De single deed het “exceptioneel” goed in de lijst van de Vlaamse familiezender.
| Positie: | 22 | 14 | 9 | 6 | 5 | 7 | 8 | 12 | 17 | 27 | 22 | uit |

### NPO Radio 2 Top 2000
Slow stond alleen in 2011 in de NPO Radio 2 Top 2000, op plek 1724.